# سایمون پرایس (کلاسیک)
سایمون پرایس (انگلیسی: Simon Price; ۲۷ سپتامبر ۱۹۵۴ – ۱۴ ژوئن ۲۰۱۱) تاریخ‌نگار دینی، و استاد دانشگاه اهل بریتانیا بود.